# Henkinův svědek
Henkinův svědek je v logické teorii individuum, které je ve vztahu s kvantifikátorem. Pojem byl objeven Leonem Henkinem v rámci jeho důkazu úplnosti logiky prvního řádu.
Pro existenční kvantifikátor máme
{\displaystyle \exists x.P(x)\supset P(c)}
a pro univerzální 
{\displaystyle P(c)\supset \forall x.P(x)}
V teorii arbitrárních objektů odpovídá svědek pro univerzální kvantifikaci typickému prvku množiny.